# Castelnau-Rivière-Basse

Castelnau-Rivière-Basse este o comună în departamentul Hautes-Pyrénées din sudul Franței. În 2009 avea o populație de 687 de locuitori.

## Evoluția populației
| An        | 1975 | 1982 | 1990 | 1999 | 2006 | 2009 |
| --------- | ---- | ---- | ---- | ---- | ---- | ---- |
| Populație | 654  | 661  | 670  | 667  | 695  | 687  |